# Antocha (Antocha) mitosanensis
Antocha (Antocha) mitosanensis is een tweevleugelige uit de familie steltmuggen (Limoniidae). De soort komt voor in het Palearctisch gebied.